# Boreaphilus guadarramus
Boreaphilus guadarramus é uma espécie de insetos coleópteros polífagos pertencente à família Staphylinidae.
A autoridade científica da espécie é Sharp, tendo sido descrita no ano de 1873.
Trata-se de uma espécie presente no território português.